# Wołodymyr Bahmut
Wołodymyr Mykołajowycz Bahmut, ukr. Володимир Миколайович Багмут, ros. Владимир Николаевич Багмут, Władimir Nikołajewicz Bagmut (ur. 21 lutego 1962 w Dnieprodzierżyńsku) – ukraiński piłkarz, grający na pozycji pomocnika, trener piłkarski.

## Kariera piłkarska

### Kariera klubowa
Wychowanek klubu Metałurh Dnieprodzierżyńsk, w którym w 1980 rozpoczął karierę piłkarską. W 1983 przeszedł do Dnipra Dniepropetrowsk, w którym występował przez 14 lat. 7 marca 1992 roku debiutował w Wyszczej Lidze w meczu z Zorią Ługańsk (2:0). W 1994 zakończył karierę piłkarską w zespole Torpedo Zaporoże.

## Kariera trenerska
Po zakończeniu kariery piłkarskiej w 2000 rozpoczął pracę trenerską w rodzimym klubie Dnipro Dniepropetrowsk. Najpierw pomagał szkolić drugą drużynę, a od 2005 trenuje młodzieżowy zespół Dnipra.

## Sukcesy i odznaczenia

### Sukcesy klubowe
- mistrz ZSRR: 1983, 1988
- wicemistrz ZSRR: 1987, 1989
- brązowy medalista Mistrzostw ZSRR: 1984, 1985
- zdobywca Pucharu ZSRR: 1989
- zdobywca Superpucharu ZSRR: 1989
- zdobywca Pucharu Federacji Piłki Nożnej ZSRR: 1986, 1989
- finalista Pucharu Federacji Piłki Nożnej ZSRR: 1990
- wicemistrz Ukrainy: 1993
- brązowy medalista Mistrzostw Ukrainy: 1992, 1995, 1996

### Sukcesy indywidualne
- rekordzista klubu Dnipro Dniepropetrowsk w ilości rozegranych meczów: 278[1]
- 2-krotnie wybrany do listy 33 najlepszych piłkarzy ZSRR: Nr 2 (1989), Nr 3 (1988)

### Odznaczenia
- tytuł Mistrza Sportu ZSRR: 1984